# 格萊興山

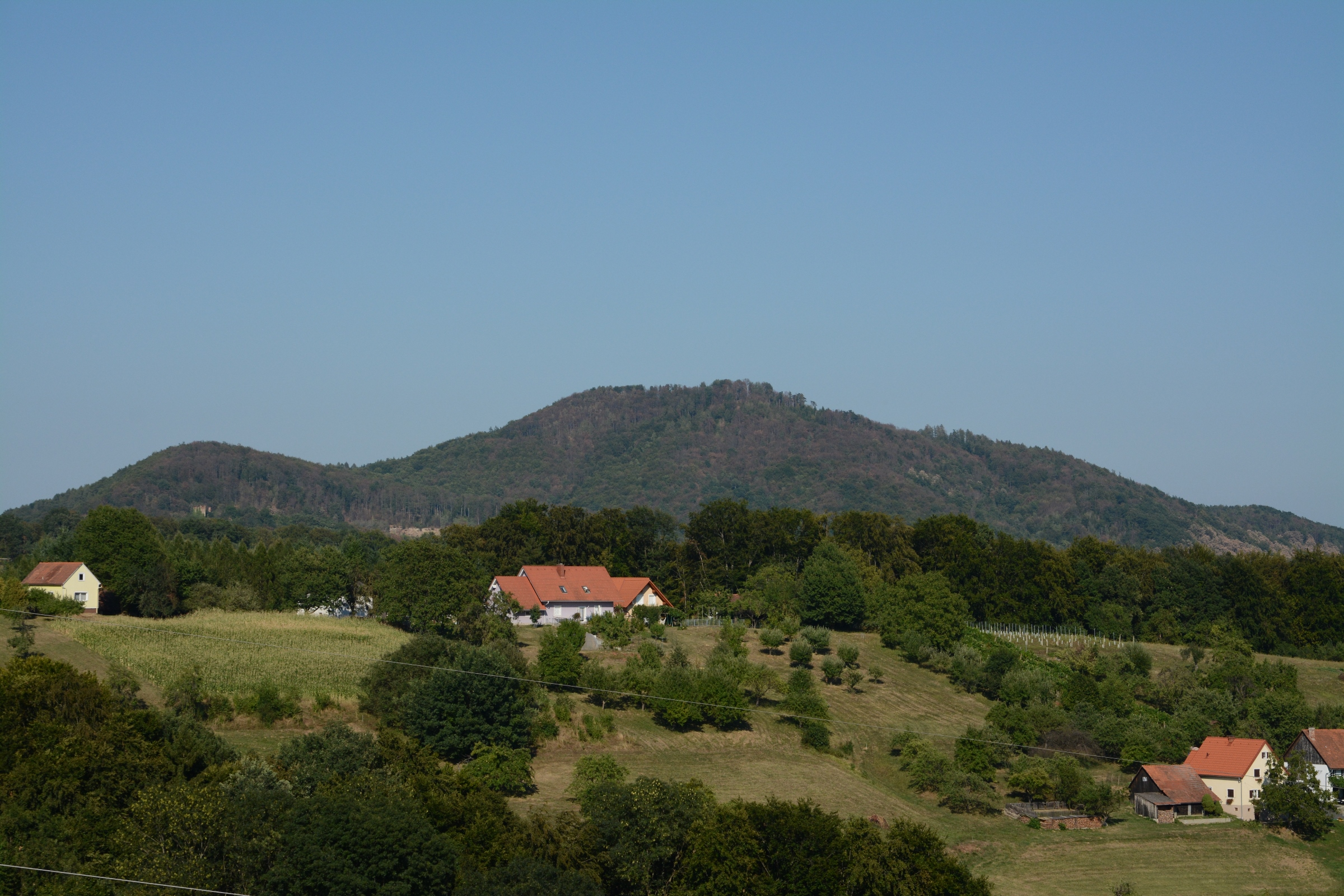

46°53′31″N 15°54′30″E / 46.89194°N 15.90833°E
格萊興山（德語：Gleichenberge），是奧地利的山峰，位於該國東南部，由施泰爾馬克州負責管轄，距離施特蘭德科格爾山5.4公里，海拔高度598米，每年平均降雨量1,369毫米。